# محمد بن عبد الله آل خليفة
محمد بن عبد الله آل خليفة (1817 في الرفاع، البحرين - 1877 في تشونار، الهند) الحاكم الثامن للبحرين، تولى الحكم من 30 أغسطس إلى 1 ديسمبر 1869.

## السيرة الذاتية
ولد في قلعة الرفاع في عام 1817. والده هو عبد الله بن أحمد آل خليفة حاكم البحرين الثاني والزبارة السادس. تولى حكم الدمام من 1852 إلى 1861 ثم تولى حكم الرفاع في عام 1869. في 30 أغسطس 1869 قتل حاكم البحرين محمد بن خليفة بن سلمان آل خليفة وتولى حكم البحرين والزبارة مكانه. عندما علم الإنجليز بما حل بالحاكم السابق محمد بن خليفة بن سلمان آل خليفة تدخل الوكيل السياسي الإنجليزي وخلع محمد بن عبد الله في 1 ديسمبر 1869 ونفاه إلى الهند حيث فرضت عليه الإقامة الجبرية في قلعة أسيرغاره ثم تم ترحيله إلى قلعة تشونار. توفي في قلعة تشونار بالقرب من بيناريس بالهند عام 1877 عن عمر ناهز 60 سنة.

## الأسرة
أنجب ثلاثة أبناء: 
1. خليفة: ولد في عام 1838. توفي في البحرين في عام 1865 عن عمر ناهز 27 سنة.
2. عبد الله: ولد في عام 1841. قتل في مدينة الرفاع في عام 1869. أنجب ابن واحد: 
  1. حمد: ولد في عام 1866.
3. غير معروف الاسم: ولد في عام 1843. توفي بعد عام 1854.